# Isaak Augustyn Rumpf
Isaak Augustyn Rumpf est le 20e gouverneur du Ceylan néerlandais.

## Biographie

### Vie personnel
Rumpf (parfois orthographié Rumph) est le fils du diplomate Christiaan Constantijn Rumpf (1633, La Haye - 1706, Stockholm) et Élisabeth Pierrat de Longueville (1646 - 1675). Il obtint un doctorat en droit à l'Université de Leyde et partit pour les Indes néerlandaises, l'actuelle Indonésie, au début de 1707. En route, le 26 juin 1707 au Cap, il épousa Gijsberta Joanna Blesius (née en 1686, au Cap). Isaak et Gijsberta ont eu une fille Susanna. 
Gijsberta s'est remarié en 1726 en tant que veuve Rumpf avec M. Everhard Kraayvanger de Makassar, l'avocat fiscal de l'Indonésie.

### Gouverneur du Ceylan néerlandais
Gouverneur des Moluques, il perd la vue mais pour autant botanise beaucoup. Il publie à son retour en Hollande des volumes d'histoire naturelle.